# Vitfläckig guldvinge
Vitfläckig guldvinge, Lycaena virgaureae, är en fjärilsart i familjen juvelvingar. Vingspannet varierar mellan 26 och 32 millimeter, på olika individer.

## Beskrivning
Hanen är på ovansidan orangeröd med svarta vingkanter, något tandade på bakvingen. Honans framvingar är något ljusare orangeröd med bruna fläckar och bakvingarna är bruna med orange kant. På undersidan är båda könen ljusare orange med mörka fläckar och har på bakvingen ett band av vita fläckar. Larven är grön och blir upp till 20 millimeter lång.

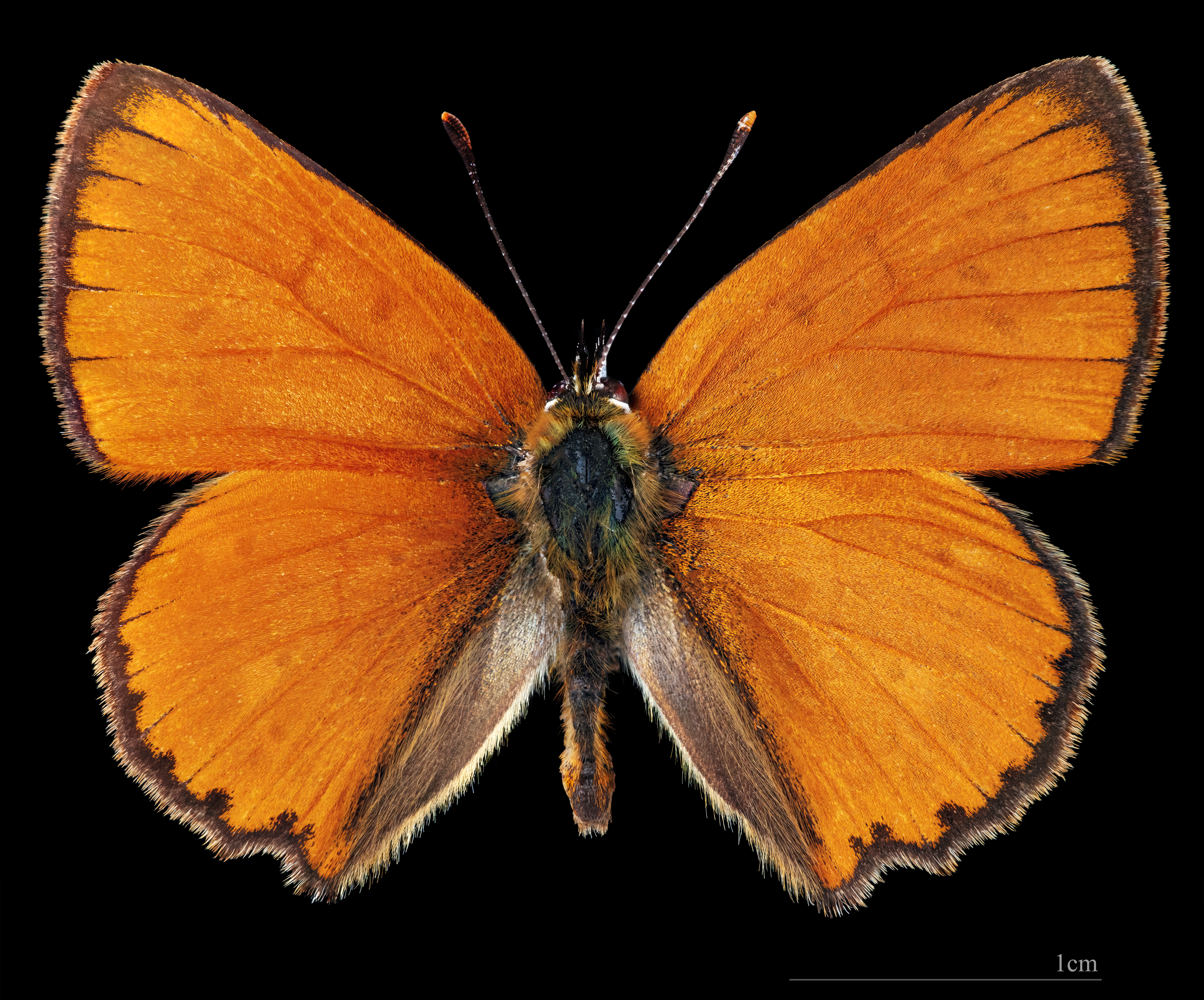
Lycaena virgaureae ♂
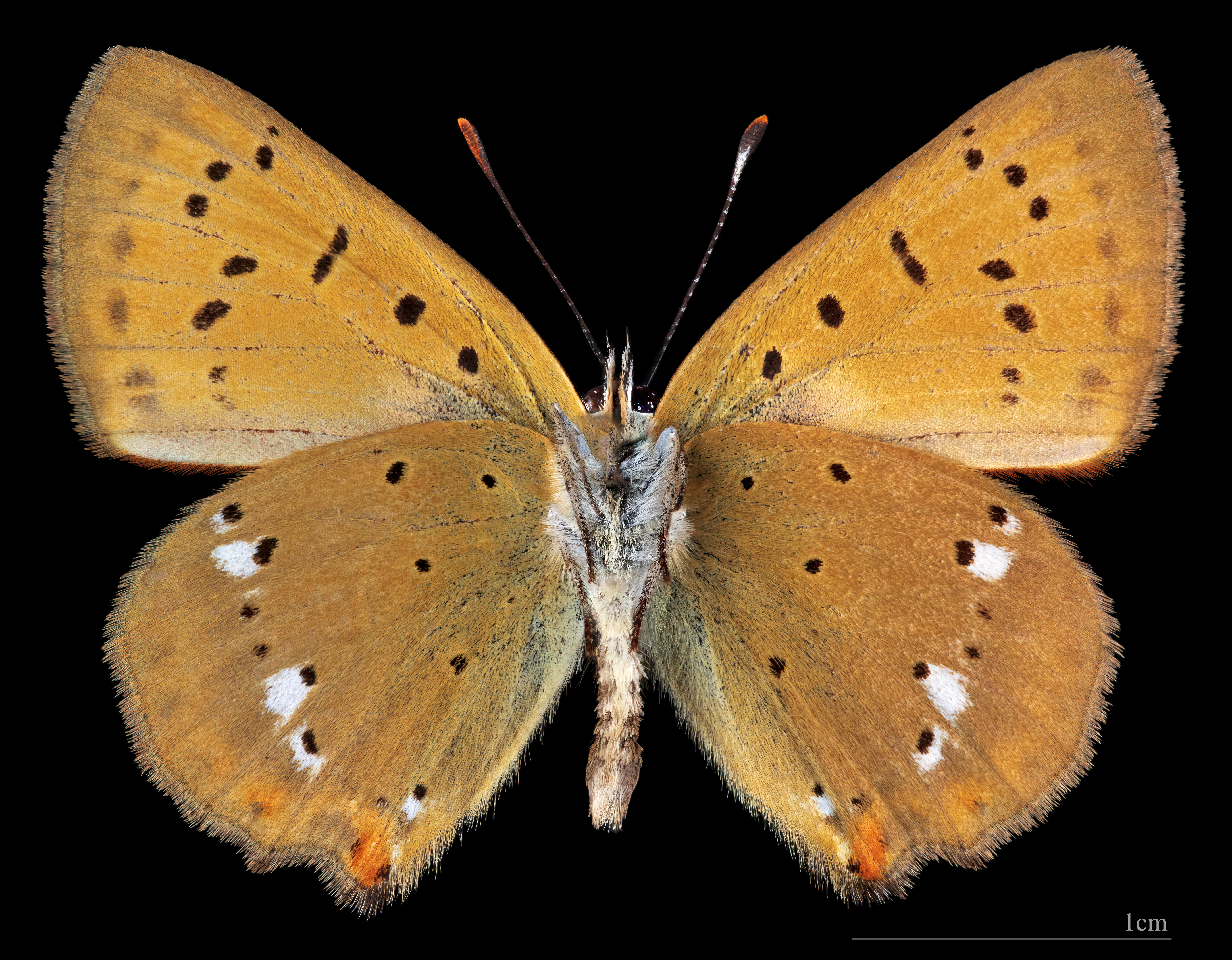
Lycaena virgaureae ♂  △

Värdväxter för vitfläckig guldvinge är arter i skräppsläktet (Rumex), till exempel ängssyra (Rumex acetosa) eller bergsyra (Rumex acetosella).
Flygtiden börjar i slutet av juni och pågår till början av september.

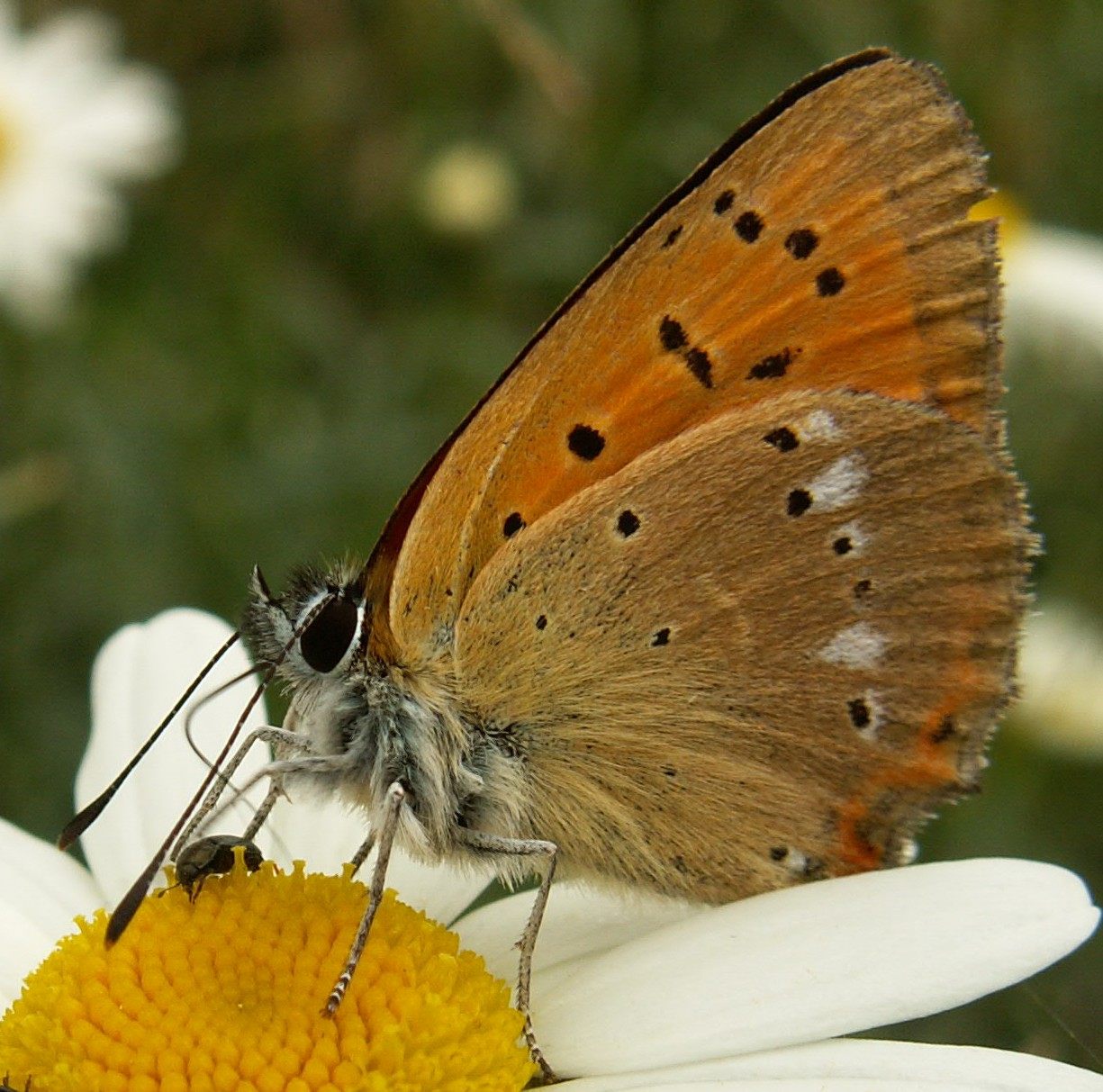
Undersidan på vitfläckig guldvinge med de vita fläckarna på bakvingen.

## Utbredning
Den vitfläckiga guldvingen förekommer från Europa, utom västligaste, nordligaste och sydligaste delarna, genom Sibirien till Mongoliet. Den finns i hela Sverige förutom i fjällen. Dess habitat är vanligen blomsterängar.